# 和泉リサイクル環境公園
和泉リサイクル環境公園（いずみりさいくるかんきょうこうえん）は、大阪府和泉市にある日本の環境公園である。入場料は無料。運営は大栄環境株式会社。
かつて埋立処分場だった跡地を整備し、自然あふれる憩いの場として再生された公園。主に、水仙やラベンダー、コスモス、芝桜など四季折々の花が鑑賞できる花の農場や、日本庭園、またサッカーや野球、ゲートボールなど様々なスポーツやイベントに対応ができる多目的グラウンドから構成されている。
土曜日・日曜日にはオープンカフェや地元新鮮野菜の即売市なども開かれ、来園者数は年間約35万人にのぼる。

## 施設情報
- 住所 -  大阪府和泉市納花町407-15
- 開園時間 - 8時～17時（入園は16:00まで）
- 休園日 - 毎週月曜日（祝日のときは開園）・年末年始
- 飲食物の持込可能
- ペットの入場不可

## 入園料
- 無料

## 交通アクセス
- 南海泉北線和泉中央駅から南海バス（約15分）
  - 「納花」下車、徒歩15分。

## 駐車場
終日無料、約140台収容。

## 植物
有機・無農薬栽培を基本に、四季折々の花が育てられている。
日本水仙
開花時期は1月から2月
しだれ梅・紅梅
開花時期は1月下旬から4月上旬
ラッパ水仙
開花時期は3月
チューリップ
開花時期は4月
芝桜
開花時期は4月中旬から5月上旬
ぼたん
開花時期は5月
グラジオラス
開花時期は5月上旬から6月下旬
オリーブ
開花時期は5月上旬から7月下旬
ラベンダー
開花時期は6月上旬から7月下旬
アメリカデイゴ
開花時期は7月上旬から8月下旬
ひまわり
開花時期は8月
デンタータラベンダー
開花時期は3月上旬から4月下旬、9月上旬から10月下旬
コスモス
開花時期は10月上旬から11月下旬
ハーブ100種
開花時期は1年中
各種花木
開花時期は1年中